# والتر بهرنس
والتر بهرنس (انگلیسی: Walter Behrens; تاریخ ورودی نامعتبر است – ۲۱ ژانویهٔ ۲۰۰۵) بازیکن فوتبال اهل آرژانتین بود.